# Band of Bugs
Band of Bugs é um jogo eletrônico tático baseado em turnos desenvolvido pela NinjaBee e publicado pela Microsoft Game Studios para Xbox 360. O jogo inclui um editor de níveis, tabelas de classificação, suporte para câmera Xbox Live Vision e jogabilidade multijogador. Foi lançado para Xbox 360 via Xbox Live Arcade em 20 de junho de 2007.
Em 3 de dezembro de 2007, uma versão do Microsoft Windows foi lançada. Band of Bugs também está disponível no Xbox One através do programa de retrocompatibilidade.

## Jogabilidade

O jogo é focado em batalhas táticas baseadas em turnos entre grupos de insetos antropomórficos, com cada jogador controlando uma série de insetos individuais. O jogo inclui uma variedade de diferentes tipos de insetos (como unidades), cada um servindo em uma função de combate diferente (por exemplo, infantaria pesada, arqueiro, suporte, etc.). Como o título pretende atrair jogadores casuais (entre outros), os turnos são relativamente rápidos e os combates são de pequena escala.
Em contraste com muitos jogos baseados em turnos, onde um lado inteiro se move de uma vez ou indivíduos se movem de acordo com algum valor de iniciativa, as unidades em Band of Bugs se revezam. Quando os lados têm um número igual de unidades, cada lado move uma única unidade de cada vez antes de ceder o controle ao outro lado. Quando um lado tem mais unidades que o outro, esse lado realiza um número proporcionalmente maior de movimentos por vez, por ex. Dois movimentos para cada um dos adversários quando um lado tem o dobro de unidades que o outro. A mesma unidade não pode ser movida mais de uma vez por turno completo, com um turno completo terminando após todas as unidades terem agido. Este sistema ajuda a garantir que os jogadores não gastem muito tempo esperando que seus oponentes atuem.
As unidades variam em suas estatísticas e capacidades, com a maioria das unidades tendo pelo menos uma habilidade especial que pode ser usada em vez de um ataque padrão.  Alguns tipos de bugs têm múltiplas armas ou tipos de ataque (por exemplo, uma arma de longo alcance e uma arma corpo-a-corpo) que podem ser alternados ao custo de uma ação. Por último, alguns bugs podem fazer uso de magia, com vários feitiços que podem ser lançados um número limitado de vezes por batalha.
Embora haja um número limitado de itens que podem ser coletados e usados posteriormente, Band of Bugs não apresenta elementos significativos de gerenciamento de recursos acima e além do gerenciamento de tropas.

### Campanha
A campanha para um jogador consiste em 20 níveis, sendo cada nível desbloqueado após a conclusão do nível anterior.  Ao contrário das campanhas tradicionais em jogos de estratégia, os níveis são completamente separados uns dos outros, sem "transferência" de um nível para o seguinte. Em vez disso, para cada nível, o jogador recebe um conjunto fixo de unidades (em um determinado nível de experiência) e itens. Os níveis são interligados por uma breve (mas bem-humorada) história que gira em torno de Maal, o protagonista, e sua busca para descobrir a verdadeira natureza da ameaça à sua terra natal.
Os objetivos de nível variam desde derrotar todos os inimigos, destruir um determinado inimigo ou objeto inimigo, até simplesmente escapar da área com uma ou mais unidades.  Algumas batalhas apresentam mais de dois lados, com um terceiro lado hostil a um ou ambos os outros lados.
Após a conclusão de um nível, o jogador recebe uma medalha com base em seu desempenho. A pontuação de desempenho é calculada com base nas perdas de amigos, perdas de inimigos e no tempo total gasto (encorajando o jogo rápido). Os jogadores podem repetir qualquer nível anterior a qualquer momento para tentar ganhar uma medalha melhor.

### Multijogador
Band of Bugs inclui cinco modos multijogador, incluindo Eliminação, Captura, Fuga, Missão e Caçador de Aranhas.  Spider Hunter é um jogo contínuo de entrar e sair para até 8 jogadores, e os outros modos suportam até 4 jogadores no Xbox Live ou 2 jogadores no modo multijogador local em um Xbox.

### Editor de níveis
Um dos destaques do título é que ele inclui um editor de níveis completo. Na verdade, o mesmo editor de níveis foi usado para criar todos os níveis de campanha do jogo. Além disso, Band of Bugs é o primeiro jogo Xbox Live Arcade que permite aos jogadores compartilhar mapas criados por usuários. Depois de jogar uma partida contra um oponente em um mapa único, é apresentada a opção "Salvar Mapa" que permite que o mapa seja armazenado para uso posterior. Cada mapa é carimbado com o Gamertag do usuário que o criou pela primeira vez, para que o autor original possa sempre ser identificado
Basicamente, os mapas consistem em quadrados de diferentes terrenos posicionados em diferentes alturas. 
Alguns tipos de terreno retardam o movimento das unidades, enquanto outros quadrados de terreno causam danos àqueles que entram nele.  Também estão disponíveis ladrilhos de água, que, embora não tenham efeito nas unidades voadoras, farão com que as unidades terrestres se afoguem.

## Desenvolvimento
A equipe que trabalhava em Band of Bugs variava de três a quatro indivíduos no início, até cerca de uma dúzia de indivíduos (alguns dos quais trabalhavam meio período) no auge. O desenvolvimento do jogo levou cerca de 10 meses, em parte porque o motor era baseado no motor que foi usado no Outpost Kaloki X.
Durante uma entrevista, a equipe de desenvolvimento enfatizou seu compromisso com o Xbox Live Arcade e foco na jogabilidade em vez de gráficos ou cenas. Como tal, o título utiliza menos de 50 MB de espaço de armazenamento, apesar da Microsoft aumentar o limite para títulos posteriores do Xbox Live Arcade para 150 MB.
Band of Bugs foi finalista do Independent Games Festival 2007 na categoria Excelência Técnica.

## Conteúdo disponível para download
Em 25 de julho de 2007, dois pacotes de mapas foram lançados.  Cada um incluía 5 novos mapas para jogos multijogador e missões independentes. Embora o "Map Pack #2" fosse gratuito para download, o "Map Pack #1" teve que ser comprado.
Em 8 de agosto de 2007, um pacote de conteúdo intitulado "Red Kingdom" foi lançado. Esta coleção inclui um novo conjunto de peças de mapa, uma nova campanha com 10 novos níveis e 2 novos tipos de unidades.
Em 10 de outubro de 2007, um pacote de conteúdo intitulado "Ninja Sticks of Fury" foi lançado. Esta coleção inclui um novo conjunto de peças de mapa (com neve), uma campanha totalmente nova com 10 novos níveis e novos personagens e 1 novo tipo de unidade.
NinjaBee lançou suporte Avatar para o jogo em 8 de julho de 2009 por meio de um patch gratuito.  Também um novo pacote de campanha DLC intitulado “Tales of Kaloki” baseado no Outpost Kaloki oferecendo uma nova história, novas unidades, novos tipos de unidades, um novo mapa, armas e habilidades.  Este também foi lançado em 8 de julho de 2009 junto com um tema de painel Premium Band of Bugs.

## Recepção
Band of Bugs recebeu avaliações "médias" em ambas as plataformas, de acordo com o site de agregação de avaliações Metacritic. A Official Xbox Magazine UK chamou o jogo de "Refrescantemente único." Muitas análises foram mais críticas, criticando falhas e uma falta geral de profundidade estratégica. IGN observou que embora a versão Xbox 360 tenha todos os elementos básicos necessários, falta-lhe profundidade de jogo e capacidade de personalizar unidades. GameSpot observou que era "muito simplista para ser viciante e muito frustrante para jogadores que procuram uma solução de estratégia casual." No geral, a diversão dos gráficos coloridos e do editor de mapas foi temperada por preocupações sobre a longevidade do jogo para os fãs do gênero.